# FMC Technologies
FMC Technologies war ein amerikanisches Öl-Serviceunternehmen  mit Hauptsitz in Houston, Texas, das 2000 von der FMC Corporation abgespalten wurde. Das Angebot umfasste unter anderem Systeme für unterseeische Ölförderung (Subsea Systems), Messtechnik und Bohrequipment.
Bei Unterwasseranlagen und ROVs konkurrierte FMC mit OneSubsea, GE Oil & Gas, Aker Solutions und Dril-Quip. Bei der Fluidtechnik waren Cameron International, Weir Oil & Gas, GE Oil & Gas und Gardner Denver die wichtigsten Konkurrenten. FMC Technologies ging 2017 nach einer Fusion mit dem französischen Anlagenbauer Technip in TechnipFMC auf.